# Lijst van griffiers van de Hoge Raad der Nederlanden
De volgende personen waren griffier van de Hoge Raad der Nederlanden.
| 1838 - 1856 | Arnoldus Brocx (1779-1861)                     |
| 1856 - 1891 | Nicolaas de Gijselaar (1808-1893)              |
| 1891 - 1900 | Carel Jan Jacob Wijckerheld Bisdom (1836-1900) |
| 1900 - 1910 | Cornelis Hugo Quirijn van Strijen (1839-1912)  |
| 1910 - 1914 | Ernest van de Velde (1852-?)                   |
| 1914 - 1927 | Ulrich Willem Frederik van Panhuys (1878-1927) |
| 1927 - 1940 | Herman Jacob Kist (1875-1945)                  |
| 1940 - 1952 | Albert Bernard Somer (1896-1963)               |
| 1952 - 1958 | Herman van Oordt (1893-1989)                   |
| 1958 - 1977 | Marie Johan Christiaan Reyers (1912)           |
| 1978 - 1982 | Cornelis Wilhelmus Dirk Vrijland (1916-2012)   |
| 1981 - 2002 | Wouter van Nispen tot Sevenaer (1937-2008)     |
| 2002 - 2011 | Eveline Hartogs (1946)                         |
| 2011 - 2023 | Hans Storm                                     |
| 2023 -      | Ilona Wolffram - van Doorn                     |